# Järnforsen
Järnforsen ist ein Ort (tätort) in der schwedischen Provinz Kalmar län und der historischen Provinz Småland. Der Ort liegt in der Gemeinde Hultsfred.

## Geschichte
Es war der Fluss Emån, der die frühzeitige, industrielle Entwicklung des Ortes ermöglichte. Ein wichtiges Ereignis war 1906 die Einweihung der Eisenbahnstrecke Vetlanda – Målilla. Der Verkehr wurde 1961 eingestellt, aber 1987 wurde eine neue Strecke eingeweiht, die Emådalsbanan, welche die Industrie innerhalb Vetlanda – Järnforsen – Pauliström verbindet. Die Züge fahren mittlerweile nicht mehr nach Järnforsen, der Verkehr endet in Kvillsfors.
Siedlungsspuren gibt es seit 6000 v. Chr. Der Ort wurde zum ersten Mal 1337 benannt als Öaerithe und seit 1355 findet sich die Schreibweise Järhida. Die Kirche, Järeda Kyrka, wurde 1771 gebaut und steht am selben Platz, wo früher eine Holzkirche gestanden hat.
Fröreda Storegård (ein Kilometer außerhalb), ein alter Gutshof, ist ein Baudenkmal mit einzigartigen, handgemalten Tapeten und bemerkenswerter Einrichtungsmalerei. Einige Kilometer westlich liegt Kungsbro, wo Gustav II. Adolf 1612 eine seiner ersten Schlachten ausgetragen hat. Jenen Sommer wurde Klövdala von den Dänen niedergebrannt, aber die Dorfbewohner flüchteten in eine nahe gelegene Höhle.
Mit Gehöften aus dem 19. Jahrhundert und einer gut erhaltenen Kulturlandschaft sind die Dörfer der unmittelbaren Umgebung Skinnskälla, Högeruda, Slättemossa und Ryd von nationalem Interesse als Kulturdenkmäler.
Mitte der 1980er Jahre wurde festgestellt, dass große Mengen des Umweltgiftes PCB vom Järnsjö bei Järnforsen in die Ostsee abflossen, dessen Quelle eine Papierfabrik flussaufwärts war. 1993–1994 wurde ein Pilotprojekt durchgeführt, bei dem der See mit Hilfe von Saugbaggern saniert wurde. Das Sediment liegt nun westlich von dem heute sauberen Badesee deponiert.

## Wirtschaft
Der Ort hat viele Unternehmen und viele Leute aus dem Umland pendeln zu ihrer Arbeitsstelle in Järnforsen. Im Ort gibt es ein Lebensmittelgeschäft, Restaurant und Schule und Kindergarten. Zwei Badestellen finden sich am Järnsjö und im Ort. Weitere Freizeitmöglichkeiten sind Klettertouren und Waldwanderungen.